# エリザベス・スマート誘拐事件
エリザベス・スマート誘拐事件（ - ゆうかいじけん）は、2002年6月にアメリカ合衆国・ユタ州で発生した、少女エリザベス・アン・スマート（Elizabeth Ann Smart、1987年11月3日生）の誘拐事件。2003年に解決したが、さまざまな話題を提供した。

## 事件の発生
2002年6月5日未明、ソルトレイクシティの富裕層住宅地に住むスマート家から14歳の長女エリザベスが、9歳の妹と就寝中に誘拐された。犯人はナイフで脅して連れ去った。妹は無事で、犯人に脅され泣いていたが3時間後に親に話して明るみに出た。両親はその夜、エリザベスの学校で開かれたある式典に出席するため出掛けた際に、家の鍵はすべて閉めたものの、警報機を切っていた。夜中に子供たちが起きて動いた場合に警報機が鳴ってしまうのを避けるためだった。
翌朝、父親がテレビで犯人に呼びかけ、寝室から、家族にも近隣にも気づかれずこっそり連れ去られるという事件は、地域を越えて全米で大きく取り上げられた。
犯人はエリザベスを森の中の家に連れ込み、妻に命じて着替えさせ、結婚を宣言するセレモニーを行なったあと強姦した。その後も虐待は続き、言うことをきかせるために酒を飲ませたりもした。

## 事件の解決
日に2000人のボランティアが警察とともに周囲を捜索したが見つからず、捜査が行き詰っていたとき、エリザベスの妹が、スマート家が捜索の手伝いや雑用に雇った人間の中に声が犯人そっくりの男がいると発言した。警察がこれを重要視しなかったため、両親は自ら似顔絵画家を雇い、記憶を頼りにその男の似顔絵を描かせ、テレビで放映した。それを見た犯人の親族からの通報で男の本名がわかり、重要参考人として指名手配された。同じ番組で似顔絵を見た人から、事件発生から9か月が経過した2003年3月12日、ユタ州サンディに不審な3人組がいると通報があり、事情聴取すると、指名手配されていた犯人の男とその妻、そして変装させられていたエリザベスであった。
犯人夫婦は逮捕され、誘拐、窃盗、婦女暴行などの容疑で起訴された。夫は精神障害により責任能力なし、妻は2009年に懲役15年の刑が下された。その後2010年12月に陪審員は夫に有罪判決を下した。
犯人は熱心なモルモン教徒の家庭で育った49歳の男で、16歳のときに8歳の少女に対する性犯罪で逮捕歴があった。男の2番目の妻は、夫による二人の娘たちに対する性暴力を警察に訴えたが、逮捕されなかった。妻の連れ子のひとりも男から性的虐待を受けていたことを証言した。また、エリザベス誘拐後も近隣の少女たちを追いかけまわしていたことがわかった。男は自らを神から使わされた天使であるとし、事件の数か月前に、インマヌエルの名で神からの黙示録と称する文章を書き、あと7人の妻と結婚すると書いていた。このことで男は地元の教会から除名され、同月に誘拐事件を起こしていた。
2011年に終身刑が言い渡され、現在アリゾナ州ツーソンの刑務所に収監中である。

## 事件後のエリザベス
2006年に性犯罪者規制とアンバーアラートへの支持をアメリカ合衆国議会で表明し、アダム・ウォルシュ児童保護法（性虐待者登録・通知法）可決後にもコメントした。その後も執筆や講演などで児童に対する性犯罪撲滅や被害者支援の運動を続けている。ブリガムヤング大学に進学し、音楽（ハープ）を専攻、2009年にはモルモン教の宣教活動のためパリに移った。2011年にユタに戻り、児童に対するネット犯罪の調査を支援するエリザベス・スマート・ファンデーションを設立。2012年にはスコットランド人の男性と結婚した。

## メディア

### テレビ番組
2003年10月にNBCでエリザベスとその両親に取材をした特別番組が放送された。インタビューは事件後のエリザベスに初取材したというのが特徴である。
事件を題材にテレビ映画が作られ2003年11月2日ゴールデンタイムにCBSで放映され、大きな反響と感動を呼んだ。

### 書籍
スマート一家は事件のことを書いた本を出版した。CBCで放送されたテレビ映画でも、この本が取り上げられている。
エリザベスのおじ（トム・スマート）も事件について記述した本を出版している。